# ヴァイクセル軍集団
ヴァイクセル軍集団（ヴァイクセルぐんしゅうだん、独:Heeresgruppe Weichsel）は、1945年1月24日に設立されたドイツ国防軍の軍集団である。第二次世界大戦末期にヴァイクセル-オーデルラインで崩壊したA軍集団と東プロイセンで撃滅された中央軍集団、その他の部隊で構成されており、ヴァイクセル川から進出を謀っていたソビエト赤軍よりベルリン方面を防御していた。

## 動向
陸軍参謀総長ハインツ・グデーリアンはヴァイクセル川下流からオーデル川下流における防衛ラインの穴が生じたことにより、その防御のための軍集団の設立を要請していた。そこでその周辺に配置されていた部隊や、敗残兵などを集合させ、ヴァイクセル軍集団を設立することにし、その新司令官にマクシミリアン・フォン・ヴァイクス元帥を任命しようとした。しかし、ナチス・ドイツ総統アドルフ・ヒトラーは当時、生じていた国防軍と親衛隊との確執を抑えたいと考え親衛隊全国指導者ハインリヒ・ヒムラーを任命した（そこにはマルティン・ボルマンが自らの権力強化の為に、任務遂行が不可能と理解しつつ、ヒムラーの権力を失墜させたいという思惑があり、ボルマンはヒムラーを推薦した）。しかし、ヒムラーは司令官の職責を果たせるような能力に欠けていたため、3月20日には早々とゴットハルト・ハインリツィに交代した。
ソルティス作戦が発動されると、1945年3月下旬までキュストリン要塞への攻撃任務を命令され、凄惨な攻撃を行ったが、作戦は失敗し、以後は西ポメラニアより進出するソビエト赤軍に対する防御任務にあたった。
ハインリツィの指揮下、軍集団はオーデル河で戦ったが、赤軍に敗れたため、クルト・シュトゥデントに交代した。一部の部隊はナチス・ドイツ降伏後の1945年5月8日まで戦った。
ヴァイクセル軍集団には50万の兵員が配属されていたが、その装備の質は悪く、典型的な大戦末期のドイツ軍であった。その実、軍集団設立時には軍集団運営のための必要な資材、設備、施設などが足りず、通信設備や司令部設備などはヒムラーの用意したものであった。